# Dicaelotus schachti
Dicaelotus schachti är en stekelart som beskrevs av Diller 1987. Dicaelotus schachti ingår i släktet Dicaelotus och familjen brokparasitsteklar. Inga underarter finns listade i Catalogue of Life.